# Der Untergang des Hauses Usher

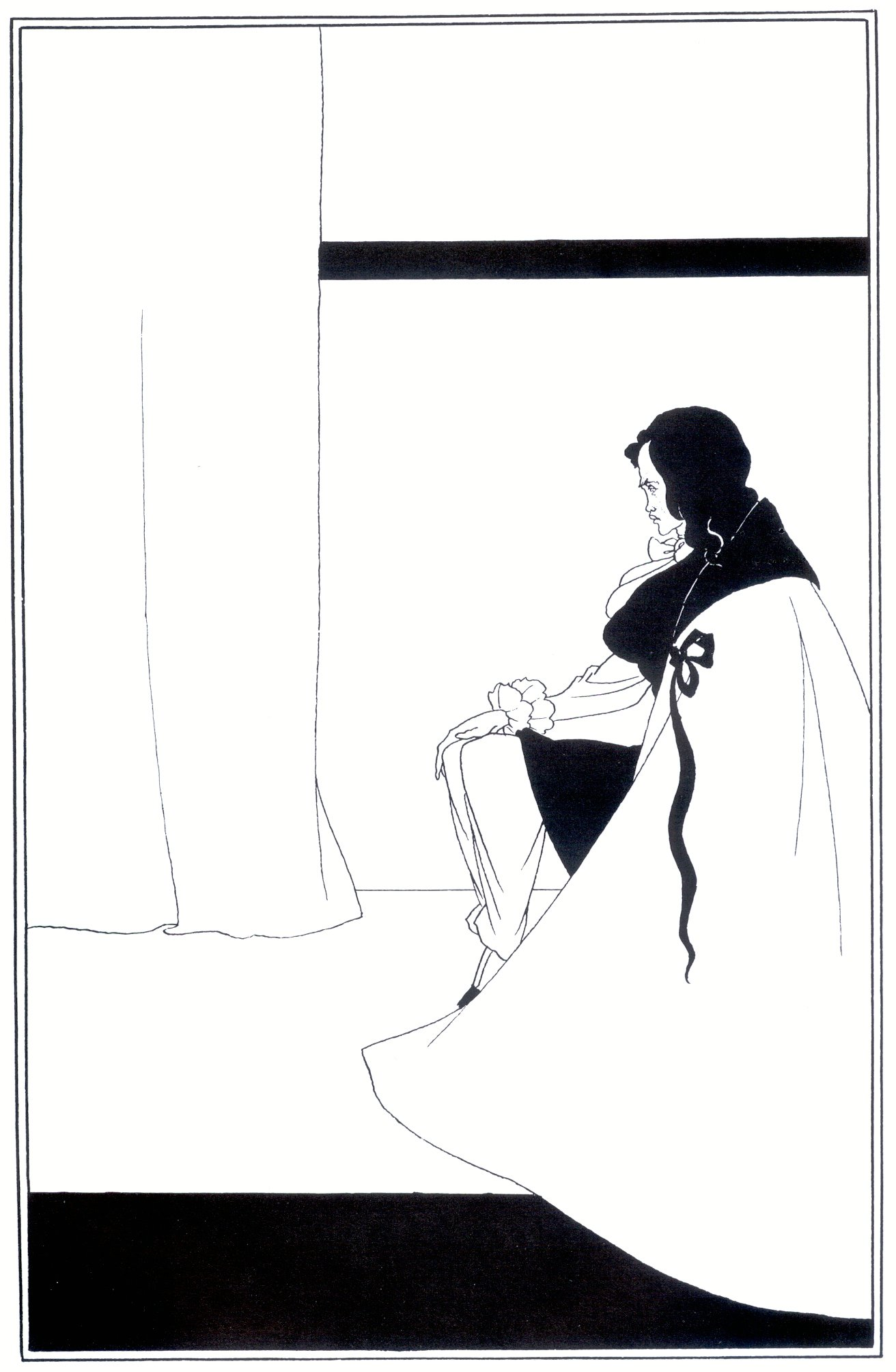
The Fall of the House of Usher, Illustration von Aubrey Beardsley, 1894

Der Untergang des Hauses Usher, seltener auch Der Fall des Hauses Usher oder Der Fall des Hauses Ascher (original: The Fall of the House of Usher), ist eine Kurzgeschichte des amerikanischen Autors Edgar Allan Poe, die 1839 in Burton’s Gentleman’s Magazine und 1840 überarbeitet in der Sammlung Tales of the Grotesque and Arabesque erschien. Eine deutsche Übersetzung der Geschichte von Hedda Eulenberg wurde erstmals 1901 veröffentlicht. 1960 wurde der Text von Christel und Helmut Wiemken neu ins Deutsche übertragen; 1966 folgte eine weitere Übersetzung von Arno Schmidt.

## Inhalt
Aufgewühlt durch den dringlichen Brief des Jugendfreundes Roderick Usher reitet der namenlose Ich-Erzähler zu dessen Anwesen, dem Hause Usher, das durch seine gespenstische Umgebung, insbesondere den Pfuhl, aus dem es sich erhebt, sowie durch einen Riss, der sich durch das Gemäuer zieht, einen beunruhigenden und schreckenerregenden Eindruck erweckt. Es wird außerdem von dem See erzählt, an dem das Haus Usher liegt. Dämonische Gestalten sollen herauftreten und denjenigen holen, der zu lange auf den See starrt.
Dort trifft der Erzähler den nervlich stark überreizten, anscheinend an einer Geisteskrankheit leidenden Hausherrn, den letzten Spross eines degenerierten Adelsgeschlechtes. Roderick Usher bittet seinen Besucher, ihm einige Zeit Gesellschaft zu leisten, um seine Krankheit erträglicher zu machen. Kurz darauf stirbt angeblich die Zwillingsschwester des Gastgebers, Lady Madeline, und wird im Keller des Hauses aufgebahrt und begraben.
Während einer Sturmnacht einige Tage später liest der Ich-Erzähler dem nervlich stark angegriffenen und ebenfalls schlaflosen Roderick eine vermeintlich aufheiternde Rittergeschichte vor, die letztlich aber das Grauen vor den unheimlichen Geräuschen im Haus nur potenziert. Durch den Verlauf der Rittergeschichte und die sie begleitenden Geräusche sowie das darauf folgende Geständnis Rodericks wird es offensichtlich, dass Roderick seine Schwester lebendig begraben haben muss. Plötzlich steht Lady Madeline blutüberströmt in der Tür; sie wirft sich sterbend auf den Bruder, welcher an dem Schock sofort stirbt.
Panisch flüchtet der Ich-Erzähler vom Anwesen und sieht noch, wie der das Haus durchziehende Riss immer weiter auseinanderklafft, bis dieses zusammenbricht und im Pfuhl versinkt.

## Deutung
Poe hatte in seiner Jugend einige Jahre in Schottland und England verbracht und war dort zur Schule gegangen. Die hier noch existierende Welt des Adels mit seiner weit zurückreichenden Geschichte machte auf den jungen amerikanischen Schriftsteller und Dichter, der sich im Vergleich dazu fast geschichtslos fühlte, tiefen Eindruck.
Zugleich gestaltet und nutzt Poe einige seiner Lieblingsmotive: Geisteskrankheit, Opiumrausch, die Liebe unter nahen Verwandten, das Lebendigbegrabensein, die Wiederauferstehung von Totgeglaubten oder das Sterben einer schönen jungen Frau. Dass er diese Motive nicht nur zum Zweck der Effektsteigerung arrangiert, sondern sie zum Teil aus seiner eigenen Lebensgeschichte heraus abarbeitet, macht eine Geschichte wie die vom Untergang des Hauses Usher auch biografisch interessant.
Der Titel der Erzählung weist nicht nur auf das zentrale Geschehen, d. h. den „Fall“ bzw. Untergang des Geschlechts der Usher durch den Tod der Geschwister Roderick und Madeline, hin, sondern enthält zugleich einen doppelten Bezug zu dem am Ende tatsächlich zusammenstürzenden und in dem Bergsee versinkenden Haus der Ushers. Die Bedeutung des Raumes sowie die Wechselbeziehung zwischen Mensch und Raum stellen eines der wichtigsten Gestaltungsprinzipien des Autors in dieser Erzählung dar.
Der Ich-Erzähler beginnt seine Erzählung mit dem ersten Anblick des Hauses, das er auf Bitten seines Jugendfreundes Roderick Usher besucht, und schließt sie mit einem Rückblick auf das zusammenbrechende Gebäude, dem er entsetzt entflieht. Dazwischen liegt die Darstellung des wachsenden psycho-physischen Verfalls der Hauptfigur Roderick, der plötzliche Tod seiner Zwillingsschwester Madeline sowie ihre mysteriöse Beisetzung in dem unterirdischen Gewölbe des Hauses und das anschließende gespenstische Wiedererscheinen der totgeglaubten Madeline in einer unheimlichen Nacht, die dann das gemeinsame Ende des Geschwisterpaares zur Folge hat.
Die begrenzte Perspektive des Ich-Erzählers, der als Außenstehender nicht vollständig in die Hintergründe der von ihm geschilderten Vorgänge eingeweiht ist und daher nur aufgrund seiner eigenen Analyse und Kombination der ihm zugänglichen Fakten über ein mehr oder weniger vordergründiges Verständnis der Zusammenhänge verfügt, erzeugt erzähltechnisch den Eindruck einer Komplexität, in der noch vieles verrätselt bzw. unentdeckt oder ungesagt ist, und trägt so zu einem wesentlichen Spannungsreiz dieser Geschichte Poes bei. Gleichermaßen deutet die überwiegend rationale Grundhaltung des Erzählers darauf hin, dass die irrationalen Tiefendimensionen der Geschehnisse von ihm nicht wirklich erschlossen werden können. Auf diese Weise erscheint die Erzählung von ihrer Gestalt und Konzeption her für den Leser von vornherein als ergänzungsbedürftig; der Leser wird damit über weite Strecken zu eigenen Spekulationen und Kombinationen angeregt, um die Bedeutung der dargestellten Ereignisse zu verstehen.
Der gesunde Menschenverstand des Erzählers und seine Skepsis übernatürlichen Erscheinungen gegenüber erzeugt allerdings ebenso den Anschein einer Authentizität seiner Schilderungen; seine zunehmende Betroffenheit durch die unheimlichen Vorgänge und das Aussehen bzw. Verhalten Ushers überträgt die schauerhafte Atmosphäre des Hauses umso eindrucksvoller auf den Leser. Auf der äußeren Geschehensebene erhalten die Vorgänge gerade durch die emotionale und intellektuelle Überwältigung des Erzählers am Schluss eine besondere Überzeugungskraft oder verisimilitude, die Poe seinen theoretischen Vorstellungen über die short story entsprechend umzusetzen versuchte.
Der Eindruck der Vieldeutigkeit und Irrationalität der Geschehnisse wird darüber hinaus entscheidend vertieft durch die Verrätselung der Hauptpersonen und ihrer Beziehungen zum räumlichen und menschlichen Umfeld. Das Erscheinungsbild, das sich dem Erzähler wie auch Leser bietet, ist durch zahlreiche Ungereimtheiten und seltsame bzw. mysteriöse Merkmale gekennzeichnet, die sowohl eine Ergänzung als auch eine Variante zu der Erzählperspektive liefern. Der körperliche sowie geistig-seelische Zustand Roderick Ushers ist durch eine morbide Sensibilität und nervöse Erregbarkeit charakterisiert, die bereits zu Beginn eine letztlich verhängnisvolle Katastrophe als unvermeidbar erscheinen lassen. Die Kontrastierung des Einst und Jetzt durch den Erzähler unterstreicht dabei die Krisenhaftigkeit der dargebotenen Situation und den Verfall seiner Persönlichkeit.
Rodericks Stimmung schwankt beständig zwischen lebhafter Aufgeschlossenheit und Verdrießlichkeit als Zeichen seiner „mental disorder“, die sich gleichermaßen in der krankhaften Empfindlichkeit seiner Sinne äußert. So kann er beispielsweise nur noch in abgedunkelten Zimmern sitzen, lediglich Geigenmusik hören, einzig schwach gewürzte Speisen zu sich nehmen und spezielle Gewebe tragen. Zugleich sind Rodericks künstlerische Produkte (bezeichnenderweise spricht der Erzähler von ihm als Künstler) jedoch Zeichen der Intensität seiner „mental collectedness and concentration“, mithin einer Intensität und Konzentration seiner Vorstellungskraft und seines Denkens. Andererseits betont der Erzähler ausdrücklich mehrfach die Loslösung der Produkte der künstlerischen Imagination Rodericks in seinen Malereien, Dichtungen oder musikalischen Interpretationen von allen normalen sozialen, zeitlichen oder räumlichen Bezügen und hebt damit wiederum das Fehlen jeder gewöhnlichen Beziehung Rodericks zur (Alltags-)Realität hervor. Bei aller Phantastik zeugen Rodericks Werke dennoch von einer merkwürdigen Hellsichtigkeit und spiegeln eine objektiv richtige Einsicht in seinen eigenen geistig-seelischen Zustand.
Das zentrale Thema des Verfalls der Persönlichkeit in The Fall of the House of Usher wird von Poe im Sinne des von ihm geforderten „single or unique effect“ (deutsch „einziger oder einzigartiger Effekt“) in einer Reihe analoger Vorgänge im menschlichen und außermenschlichen Bereich gespiegelt und hervorgehoben. Äußeres und Inneres, Materielles und Immaterielles, Belebtes und Unbelebtes werden dabei in Poes kosmologischer Vorstellung einer „sentience“, d. h. einer sinnlichen Empfindungsfähigkeit der Dinge, gleichgesetzt, die dem Leser auch durch die entsprechenden Äußerungen Roderick Ushers nach seinem Vortrag der Ballade verdeutlicht wird.
Die „Sprache der Dinge“ ist schon zu Beginn der Erzählung vernehmbar und dient Poe wie auch in anderen seiner Geschichten zum Entwurf des Raumes: der feine Riss im Mauerwerk findet seine Entsprechung in den ersten Anzeichen der Desintegration in Rodericks inkonsequentem Verhalten. Die Atmosphäre, die das gesamte Gebäude umgibt, wird auf der menschlichen Ebene parallelisiert durch die Assoziationen des Erzählers von Krankheit und Verfall; in Poes Ausrichtung des Raumentwurfs auf das umfassende Ganze ist das Symbol dabei „kein isolierter bzw. isolierbarer Gegenstand“, sondern „Teil einer Ausdrucksganzheit“, in der die unsichtbaren, geheimnisvollen Wirkkräfte des Raumes suggestiv-atmosphärisch in nahezu allegorischer Form dargestellt und so in der Erzählung für die Intensivierung und Dramatisierung der zwischenmenschlichen Beziehungen wie auch der Beziehungen zwischen den Menschen und der sie umgebenden anorganischen und organischen Welt genutzt werden.
Das Gestaltungsprinzip der Entsprechungen und Parallelen (Rodericks innerer und äußerer Zustand, Entsprechung Haus – Bewohner, Haus – See) findet sich ebenso in der Figurenkonstellation der Erzählung; die Parallelen zwischen Roderick und Madeline sowohl in ihrem Inneren wie auch in ihrem Äußeren werden in der Form des Zwillingsmotivs auf verschiedenen Ebenen besonders eindringlich gestaltet. Am Ende der Geschichte werden darüber hinaus die Krankheitssymptome gleichsam ausgetauscht: Roderick erscheint erstarrt, während Madelines Erscheinung die Anzeichen einer hochgradigen inneren Erregung erkennen lässt.
Am stärksten zeigt sich die Parallelität der beiden Figuren am Ende der Erzählung in ihrem gemeinsamen Tod, der den Leser gleichzeitig erahnen lässt, warum Madeline, die scheinbar Tote, zuvor nicht sterben konnte: als „zweites Ich“ war sie sozusagen äußerlich wie auch innerlich an Roderick gebunden.
Die in der letzten Szene sich eindrucksvoll spiegelnden Beziehungen zwischen dem Haus und dessen Bewohnern sowie vor allem zwischen Roderick und seiner Schwester werfen eine Reihe von Fragen auf, die sich insbesondere auf die eigentümliche Beziehung oder Bindung zwischen den Geschwistern richten und zu unterschiedlichen Deutungen bzw. Lesarten der Geschichte geführt haben. Als Schauergeschichte gelesen, kann Madeline im Rahmen der gattungstypischen Motive als Vampir gesehen werden, der dem Bruder „das Lebensblut aussaugt“ und umgekehrt. Aus tiefenpsychologischer Sicht wird Madeline dagegen zum „dark underside“ (deutsch „dunklen Unterseite“) bzw. zum unbewussten „evil“ (deutsch „Bösen“) in Roderick, dem möglicherweise ein in der Erzählung allerdings nicht deutlich zum Ausdruck gebrachtes Inzestverhältnis zugrunde liegt. Ebenso ist Madeline im Sinne Freuds als Verkörperung von Rodericks Todestrieb gedeutet worden, der seinem Lebenstrieb entgegensteht.
Ob man der Deutung von Marie Bonaparte folgen mag, die im Hause Usher und in der Gestalt von Madeline die sich für den Treubruch des Sohnes rächende tote Mutter sieht, ist demgemäß ebenso von der Einstellung zur Psychoanalyse abhängig.

## Literarische Vorlage
In der Literaturwissenschaft wird seit 1943, in der Folge u. a. auch vom deutschen Poe-Übersetzer Arno Schmidt davon ausgegangen, dass Poes Erzählung in wesentlichen Elementen stark von der 1812 erschienenen Erzählung Das Raubschloß des deutschen Schriftstellers Heinrich Clauren beeinflusst wurde. Inhalt und Aufbau ähneln sich so sehr, dass ein Zufall ausgeschlossen werden kann. Clauren war zu seiner Zeit sehr populär, einige seiner Werke wurden in verschiedene Sprachen übersetzt, darunter auch Englisch. Das Raubschloß erschien zwar nie unter diesem Titel in englischer Übersetzung, wohl aber wurde eine stark überarbeitete und an die Erwartungshaltung der britischen Leserschaft angepasste Version 1828 unter dem Titel The Robber’s Tower. A True Adventure. (Der Räuberturm. Ein wahres Abenteuer) in der angesehenen britischen Literaturzeitschrift Blackwood’s Edinburgh Magazine veröffentlicht. Übersetzer war John Hardman. Poe hatte die Zeitschrift, die vor allem Geistergeschichten und Erzählungen über unwahrscheinliche Notlagen enthielt, seit seiner Jugend geschätzt. 1838 verfasste er deshalb sogar die satirische Erzählung How to Write a Blackwood Article (Wie man einen Blackwood-Artikel schreibt). Poe könnte somit The Robber’s Tower. gelesen und als Inspiration genutzt haben.

## Deutsche Übersetzungen (Auswahl)
- 1861: unbekannter Übersetzer: Der Fall des Hauses Usher. Scheible, Stuttgart.
- 1901: Hedda Moeller-Bruck und Hedwig Lachmann: Der Untergang des Hauses Usher. J.C.C. Bruns, Minden.
- 1909: Gisela Etzel: Der Untergang des Hauses Usher. Propylaen Verlag, München.
- 1912: unbekannter Übersetzer: Der Untergang des Hauses Usher. Kiepenheuer, Weimar.
- ca. 1920: Wilhelm Cremer: Der Untergang des Hauses Usher. Verlag der Schiller-Buchhandlung, Berlin.
- 1922: M. Bretschneider: Der Untergang des Hauses Usher. Rösl & Cie. Verlag, München.
- ca. 1925: Bernhard Bernson: Die letzten vom Hause Usher. Josef Singer Verlag, Straßburg.
- ca. 1930: Fanny Fitting: Der Fall von Usherhaus. Fikentscher, Leipzig.
- 1953: Günther Steinig: Der Untergang des Hauses Usher. Dietrich’sche Verlagsbuchhandlung, Leipzig.
- 1960: Christel Wiemken, Helmut Wiemken Der Untergang des Hauses Usher. Deutsche Buch-Gemeinschaft, Berlin.
- 1966: Arno Schmidt: Der Fall des Hauses Ascher. sic! Walter Verlag, Freiburg i. Br.
- 1989: Otto Weith: Der Untergang des Hauses Usher. Reclams Universal-Bibliothek, Stuttgart.
- 2011: Heiko Postma: Der Fall des Hauses Usher. jmb, Hannover.
- 2020: Andreas Nohl: Der Untergang des Hauses Usher. dtv, München.

## Wirkungsgeschichte

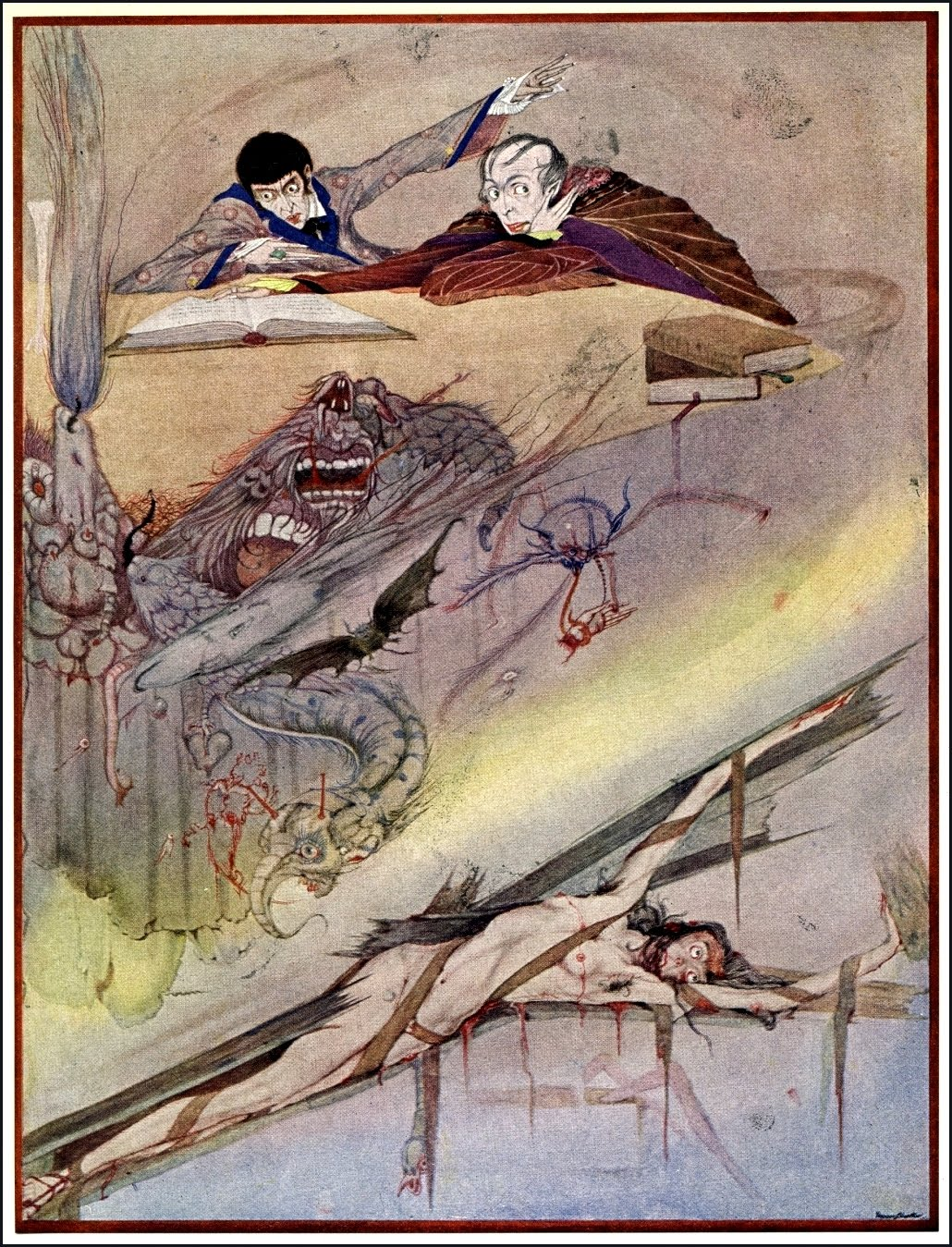
The Fall of the House of Usher, Illustration von Harry Clarke 1923

Trotz ihres melodramatischen Effekts zählt diese Erzählung Poes in der Literaturwissenschaft und Literaturkritik zu den besten unter Poes tales of effect, da in ihr das von ihm literaturtheoretisch in seinem Essay The Philosophy of Composition für die short story postulierte Prinzip der unity of effect (deutsch „Einheit des Effekts“) und seine Forderung nach „suggestiveness“ (deutsch „Mehr- oder Vieldeutigkeit“) bzw. einem „undercurrent of meaning“ (deutsch etwa: „unterschwellige Bedeutungsebene“) in künstlerisch nahezu vollkommener Weise realisiert werden.
The Fall of the House of Usher ist nicht nur „eine Schauergeschichte im Sinne der Akkumulation krasser Effekte, sondern eine Geschichte von hohem künstlerischen Rang“. Die vergleichsweise karge Handlung, die Charaktere und die räumliche Umgebung bilden in dieser Kurzgeschichte Poes ein integriertes Ganzes und weisen über sich hinaus, indem sie im symbolischen Einzelfall das Allgemeingültige oder Gesetzmäßige zum Ausdruck bringen: der mit innerer Logik und Notwendigkeit voranschreitende Verfall der Persönlichkeit Roderick Ushers durch eine Verfeinerung seiner Sinne und Geisteskräfte, der zugleich vieldeutige Verweise auf den Verfall des Adelsgeschlechtes und des Hauses Usher enthält, die jedoch keine eindeutige Zuordnung oder Festlegung der Beziehungen erlauben. Der Untergang des Hauses Usher gehört daher, wie auch die Anzahl und Verschiedenartigkeit der Interpretationsversuche belegen, zu den vieldeutigsten Geschichten Poes, die sich „jeder einsinnigen Auslegung entzieht“.
Dabei äußert sich in Der Untergang des Hauses Usher in exemplarischer Weise der spezifische Charakter von Poes „desintegrierender Prosa“ seiner Geschichten des „Schreckens“, der zum Teil aus einer Verschmelzung normalerweise nicht zu vereinbarender Elemente, wie z. B. der Verbindung einer gespenstischen Atmosphäre sowie der irrationalen bzw. krankhaft-verwirrten Imagination mit rationaler Form und rationalem Stil, entsteht.
Bemerkenswert ist ebenfalls die Ähnlichkeit zu E. T. A. Hoffmanns Geschichte Das Majorat von 1819 aus den Nachtstücken. Hier finden sich ebenfalls die Motive des einstürzenden Hauses in gespenstischer Umgebung, der unheimlichen nächtlichen Geräusche, der Geschichte in der Geschichte, und der Hausherr heißt Roderich. Poe hat diesen Text mit Sicherheit gekannt und Elemente daraus souverän für seine Konzeption verwertet.
Der nonkonformistische Kai Graf Mölln, einziger Freund Hanno Buddenbrooks aus Thomas Manns Roman Buddenbrooks, möchte später Schriftsteller werden und liest heimlich Poes Werke im Bibelunterricht, wobei er dessen schriftstellerische Fähigkeiten bewundert. Als er in einer Szene Der Untergang des Hauses Usher liest, entfährt es ihm: „Dieser Roderich [sic!] Usher ist die wundervollste Figur, die je erfunden worden ist! […] Wenn ich jemals eine so gute Geschichte schreiben könnte!“.

### Dramen
- La Chute de la Maison Usher, Einakter von Ernest-Maurice Laumann. Uraufführung in Paris im März 1918 im Théâtre du Grand-Guignol.[26]

### Vertonungen
- The Alan Parsons Project: Tales of Mystery and Imagination (1976/1987)
daraus Track 6 bis 10: Prelude – Arrival – Intermezzo – Pavane – Fall
- Claude Debussy: Der Untergang des Hauses Usher (Opernfragment). Es existieren mehrere Rekonstruktionen / Instrumentationen des hinterlassenen Materials, beispielsweise von Robert Orledge (2006) sowie von Juan Allende-Blin
- Manfred Stahnke: Der Untergang des Hauses Usher (Kammeroper 1981)
- Nikita Koshkin: Usher Waltz (Komposition für Gitarre 1984)
- The Other: Return to the house of Usher (Track 10 des Albums The Place To Bleed)
- Grave Digger: The House (2001)
- Philip Glass: The Fall of the House of Usher (Oper in zwei Akten)
- Finch: The Casket of Roderick Usher
(Track 13 des Albums Say Hello to Sunshine)
- Peter Hammill: The Fall of the House of Usher (Oper in sechs Akten; 1991 und 1999)
- Art Zoyd: La chute de la maison Usher (2008)
- Gordon Getty: Usher House (Oper; 2014)

### Hörspiele
- Der Untergang des Hauses Usher (1969) mit Hans Clarin und Peter Folken unter der Regie von Konrad Halver
- Der Untergang des Hauses Usher (2006) mit Oliver Feld und Tobias Kluckert, Regie: Marc Gruppe
- Der Untergang des Hauses Usher (2008) mit Manuel Kreitmeier (Erzähler) und Florian Wetter (Usher/Musik), Regie: Florian Wetter
- Der Untergang des Hauses Usher, von Ulrich Pleitgen, Till Hagen und Klaus Jepsen

### Theater
- Der Untergang des Hauses Usher. Figurentheater der Bühne Cipolla (2018) mit Sebastian Kautz
- Der Untergang des Hauses Usher. Theater Aachen (2024)
- Der Untergang des Hauses Usher. Wilhelma Theater Stuttgart (2025)

## Sekundärliteratur
- Gerhard Hoffmann: Poe • The Fall of the House of Usher. In: Karl Heinz Göller u. a. (Hrsg.): Die amerikanische Kurzgeschichte. August Bagel Verlag, Düsseldorf 1972, ISBN 3-513-02212-3, S. 82–93.
- Franz H. Link: Edgar Allan Poe: Ein Dichter zwischen Romantik und Moderne. Athenäum Verlag, Frankfurt am Main / Bonn 1968, S. 190–198.
- E. Arthur Robinson: Ordnung und »Sentience« in Edgar Allan Poes ›The Fall of the House of Usher‹. In: Gerhard Hoffmann (Hrsg.): Amerikanische Literatur des 19. Jahrhunderts. Interpretationen Band X, Fischer Taschenbuch Verlag, Frankfurt a. M. 1971, ISBN 3-436-01456-7, S. 52–76.